# Erik Christensen
Erik Christensen (* 17. prosinec 1983, Edmonton) je kanadský profesionální hokejista.

## Kluby podle sezón
- 1998–1999 Leduc Oil Kings Bantam AAA
- 1999–2000 Kamloops Blazers
- 2000–2001 Kamloops Blazers
- 2001–2002 Kamloops Blazers
- 2002–2003 Kamloops Blazers
- 2003–2004 Kamloops Blazers, Brandon Wheat Kings
- 2004–2005 Wilkes-Barre/Scranton Penguins
- 2005–2006 Wilkes-Barre/Scranton Penguins, Pittsburgh Penguins
- 2006–2007 Wilkes-Barre/Scranton Penguins, Pittsburgh Penguins
- 2007–2008 Pittsburgh Penguins, Atlanta Thrashers
- 2008–2009 Atlanta Thrashers, Anaheim Ducks
- 2009–2010 Anaheim Ducks, Manitoba Moose, New York Rangers
- 2010–2011 New York Rangers
- 2011–2012 New York Rangers, Connecticut Whale, Minnesota Wild
- 2012–2013 HC Lev Praha
- 2013–14 HC Lev Praha KHL